# Ali Karimi
Mohammad Ali Karimi Pashaki - Persa: محمد علی کریمی (Karaj, 8 de novembro de 1978), é um treinador ex-futebolista iraniano que atuava como meia. Seu ultimo clube foi o Tractor Sazi.

## Carreira
Ele começou a carreira no time sub-17 do Naft Tehran, e foi vice-campeão iraniano de sub-17 no clube. Depois de uma passagem pelo Saipa, também de Teerã, ele ganhou o campeonato nacional de sub-21 pelo Fath Tehran. Karimi conseguiu em 2001 uma transferência para o Persepolis FC, de Teerã, e ganhou a liga e a taça iranianas em 1999. Já no Al Ahli Dubai, dos Emirados Árabes Unidos, ele ganhou a copa nacional em 2002 e 2004.
Além dessas conquistas por clubes, Karimi conquistou vários prêmios individuais e pela seleção do Irã. Dentre essas conquistas, destacam-se a Copa da Ásia de 2004, na qual o Irã terminou em terceiro e Karimi foi o artilheiro. Ele também participou da Seleção que foi para a Copa do Mundo de 2006, e jogou todas as três partidas. É conhecido como Maradona asático.
Em agosto de 2010, foi demitido do clube Steel Azin F.C. por se negar a jejuar durante o Ramadã.
No dia 31 de janeiro, acertou com o clube alemão Schalke 04.
Em julho de 2011, Ali Karimi voltou para onde é ídolo e onde começou a carreira, para o Persepolis FC.

## Títulos
Seleção iraniana
- Copa da Ásia de 2004: 3º Lugar